# Dioda LED COB

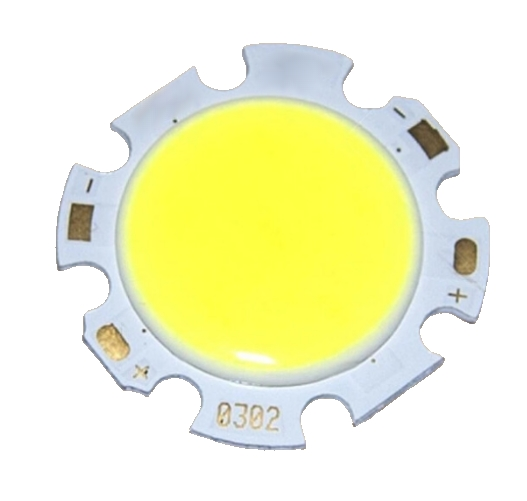
Dioda LED SMD

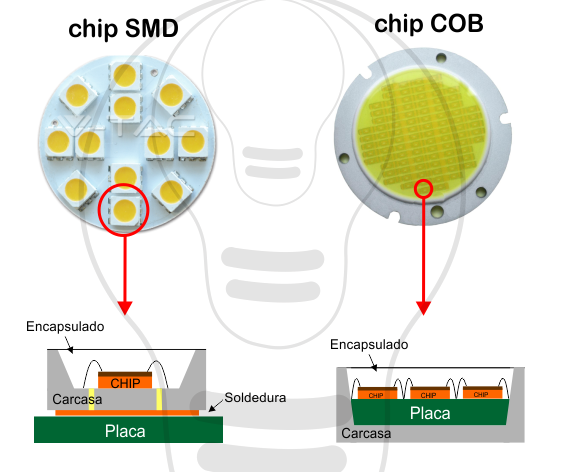
Porównanie diody SMD i COB

Dioda LED COB – rodzaj diody elektroluminescencyjnej, wyróżniającej się montażem układu scalonego bezpośrednio na podłożu, najczęściej metalowym lub ceramicznym. Bezpośredni montaż na podłożu eliminuje potrzebę dodatkowych elementów montażowych, co sprawia, że są one wydajniejsze i bardziej kompaktowe.

## Pochodzenie nazwy i konstrukcja diod LED COB
Nazwa COB wywodzi się od angielskiego terminu Chip-on-Board. Termin ten opisuje proces produkcji matryc LED z wykorzystaniem wspomnianego wyżej montażu chipu LED bezpośrednio na podłożu, bez dodatkowych złączy czy punktów lutowniczych. Dzięki temu matryce LED w technologii COB są znacznie bardziej kompaktowe niż odpowiedniki SMD czy DIP o tym samym strumieniu światła. Chip COB składa się z większej ilości diod (na ogół co najmniej 10), które zamontowane są jednej powierzchni pokrytej luminoforem lub soczewką. Jeśli chodzi o same podłoże to często stosuje się materiały o wysokim stopniu odprowadzania ciepła takie jak np. węglik krzemu lub szafir. 

## Zalety i wady diod LED COB
Diody LED COB wciąż są nową, rozwijającą się gałęzią jeśli chodzi o diody elektroluminescencyjne. Z tego też powodu posiadają zarówno szereg zalet, jak i kilka wad, które warto brać pod uwagę decydując się na tę technologię.
Główne zalety:
- dzięki miniaturowym wymiarom, diody LED COB posiadają wysoką wydajność lumenów na wat;
- diody COB dzięki swojej konstrukcji posiadają dobre odprowadzenie ciepła[1];
- mniejsza ilość elementów w diodzie redukuje ryzyko wad produkcyjnych;
- posiada doskonałe właściwości antywstrząsowe;

Główne wady:
- dioda doskonale odprowadza ciepło, jednak ze względu na to potrzebny jest dobry radiator rozprowadzający ciepło dalej;
- ze względu na utrudnione pomiary trudniej uzyskać wysoki współczynnik jednolitości barwy[5];
- wciąż droższe rozwiązanie niż diody LED SMD;

## Zastosowanie diod LED COB
Diody COB dawniej używane były głównie w lampach przemysłowych i o większych gabarytach. Wynikało to z wcześniejszych ograniczeń technologii, która wymagała dużego radiatora odprowadzającego nadmiar produkowanego ciepła. Dlatego też, stosowane były głównie w produktach takich jak. high-bay LED, czy reflektory szerokostrumieniowe LED (naświetlacze).
Wraz z rozwojem technologii LED, technologia COB przeżywa drugą młodość, gdyż wykorzystywana jest obecnie w produktach mniejszych gabarytowo, wymajających równomiernego rozbicia światła. W szczególności mowa tu o taśmach LED. Taśmy LED COB stają się coraz częściej stosowanym rozwiązaniem, wypierając powoli odpowiedniki w technologii SMD. Jest to z wiązane z faktem, że zachowują one wszystkie zalety poprzedników, dodając jednocześnie równomierną dystrybucję światła, bez efektu punktowości na linii świetlnej.